# 棕條雨麗魚
棕條雨麗魚為輻鰭魚綱鱸形目隆頭魚亞目慈鯛科的其中一種，分布於非洲馬拉威湖南部流域，體長可達25公分，棲息在沙石底質、植被生長的水域，生活習性不明，可作為觀賞魚。